# 臺南市永康區復興國民小學
臺南市永康區復興國民小學，簡稱永康復興國小，是一所成立於1958年、位於臺灣臺南市永康區的市立國民小學。

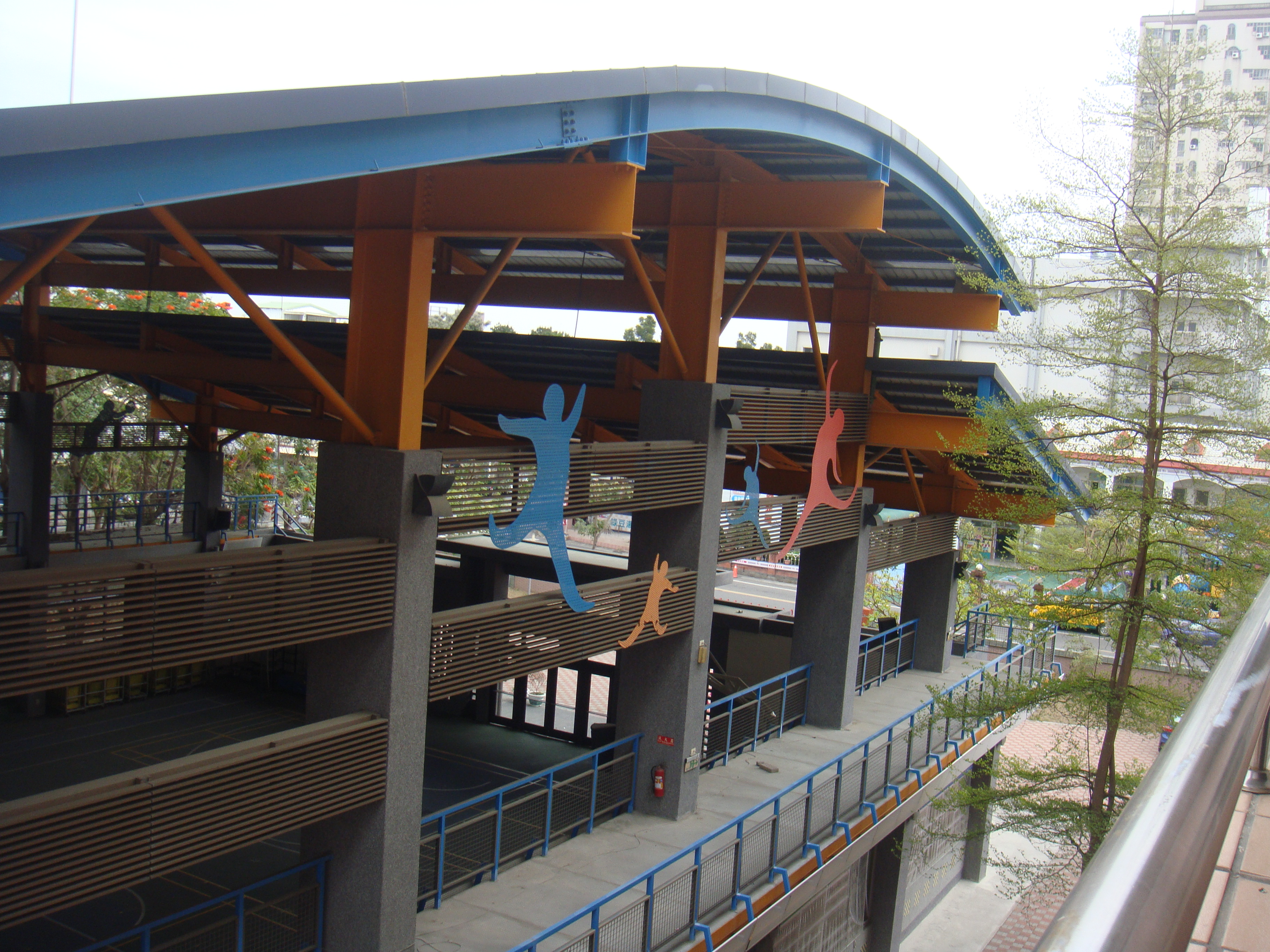
永康復興國小複合式運動館

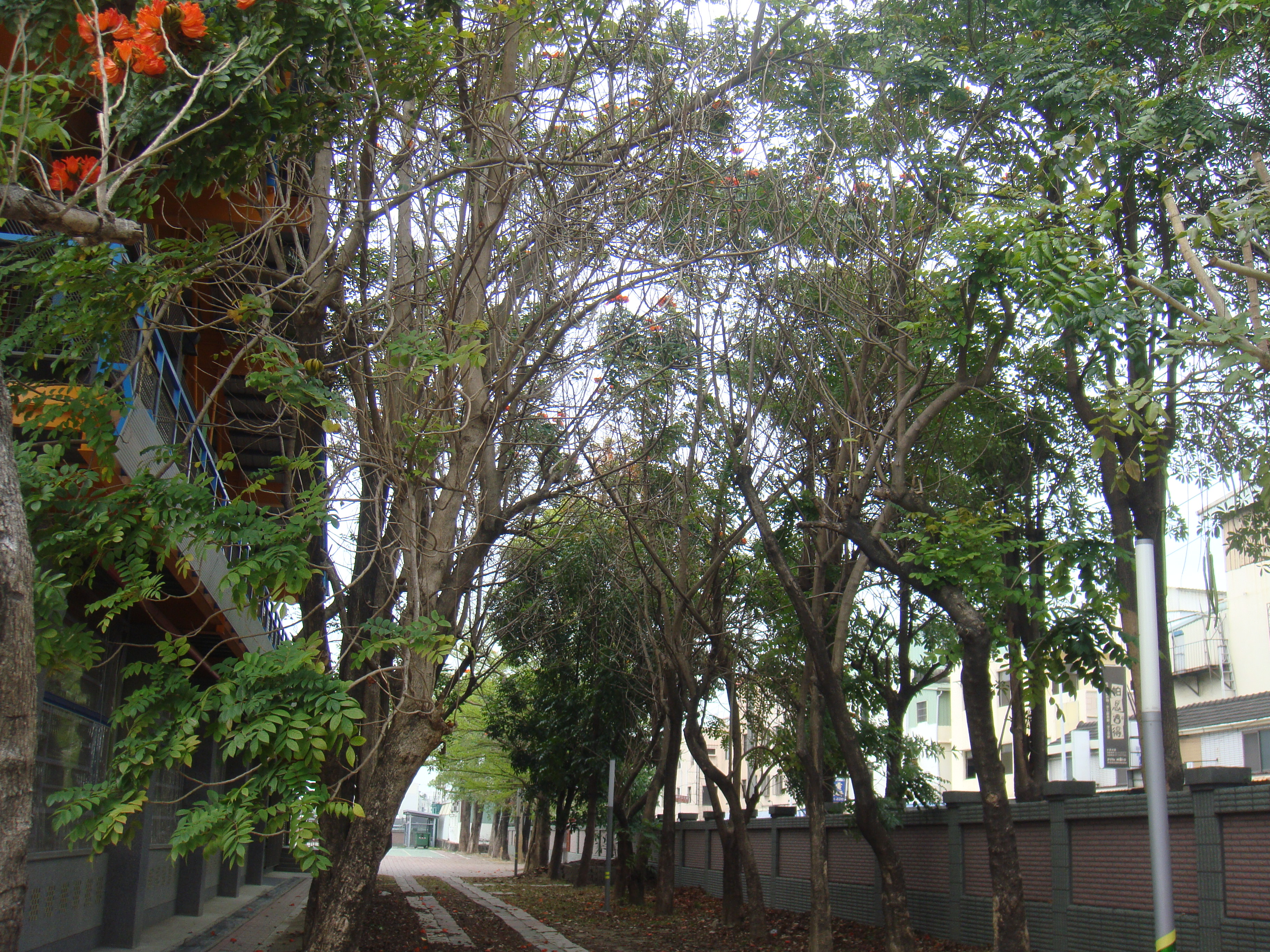
永康復興國小樹林

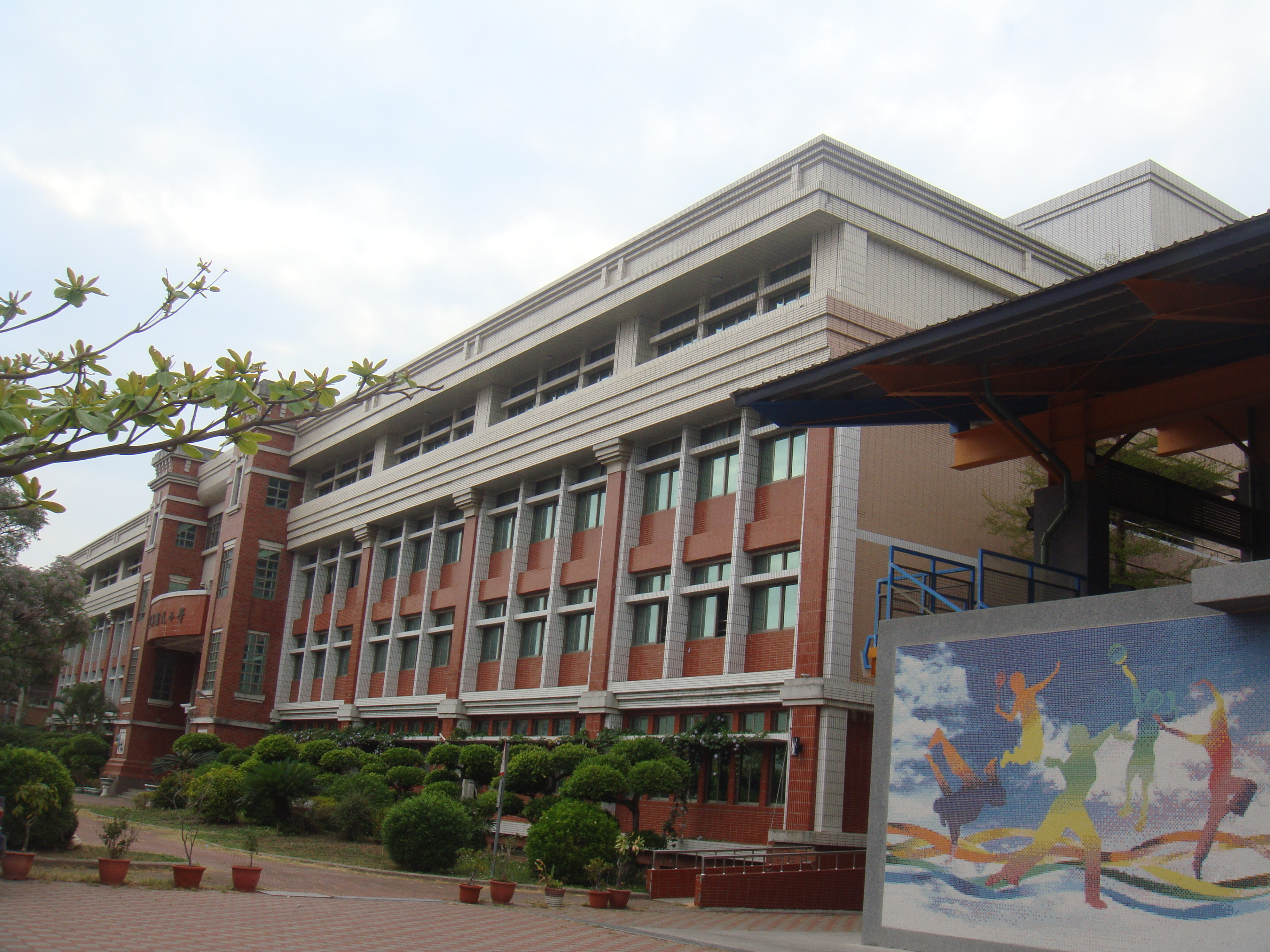
永康復興國小校舍

## 歷史沿革
- 1957年，軍方於永康鄉網寮地區設置眷村影劇三村共500餘戶，然村內學童就學須至大灣國民學校（今大灣國民小學），交通不便，經居民向軍方及婦聯會陳情，由軍方提供校地、臺灣省政府撥款、臺南縣政府建校。
- 1958年8月1日設校，定名為臺南縣永康鄉復興國民學校，學區為原屬大灣國校之影劇三村。[2]
- 1968年8月1日，因實施九年國民義務教育，改稱台南縣永康鄉復興國民小學。
- 1970年8月，依政府命令調整為智類學校。
- 1973年9月，設立自立幼稚園。
- 1975年8月1日，部分校舍暫借甫成立之永仁國中（今臺南市立永仁高級中學）使用。[3]
- 1976年8月，奉政府指定為數學課程實驗學校。
- 1979年12月，設立一般啟智班。
- 1985年8月，設立舞蹈教育實驗班（為現今舞蹈班）。
- 1986年11月，奉政府指定為國語科研究中心學校。
- 1987年11月，設立中、重度啟智班。
- 1999年8月，因舊校區校舍老舊危險，遷至現址上課。
- 2010年2月4日，台南縣復興國小「複合式運動館」在時任臺南縣縣長蘇煥智主持下，進行奠基動土典禮。[4]

## 歷任校長
| 任次 | 姓名   | 任期時間                      | 備註 |
| ---- | ------ | ----------------------------- | ---- |
| 1    | 陳繼明 | 1958年9月4日－1960年4月11日   |      |
| 2    | 周泉   | 1960年4月12日－1964年9月12日  |      |
| 3    | 林水成 | 1964年9月13日－1968年8月31日  |      |
| 4    | 蔡金源 | 1968年9月1日－1974年8月16日   |      |
| 5    | 黃合庭 | 1974年8月17日－1987年8月7日   |      |
| 6    | 陳盆   | 1987年8月8日－1991年12月5日   |      |
| 代理 | 蔡惠美 | 1991年12月16日－1992年2月28日 |      |
| 7    | 林水龍 | 1992年3月1日－1995年11月30日  |      |
| 代理 | 蔡惠美 | 1995年12月1日－1996年3月5日   |      |
| 8    | 方茂林 | 1996年3月6日－2002年1月31日   |      |
| 代理 | 楊財教 | 2002年2月1日－2002年7月31日   |      |
| 9    | 周滿女 | 2002年8月1日－2007年7月31日   |      |
| 10   | 黃文鐘 | 2007年8月1日－2015年7月31日   |      |
| 11   | 杜雨霖 | 2015年8月1日至今              | 現任 |

## 外部連結
- 臺南市永康區復興國小 （页面存档备份，存于）